# 다린진

다린 진의 위치

다린진(한국어: 대림진, 중국어: 大林鎮, 병음: Dàlín Zhèn)은 대만 자이현의 진이다. 넓이는 64.1663km2이고, 인구는 2015년 8월 기준으로 31,831명이다.

## 지리
자이현의 북단에 위치하고 북쪽으로 윈린현 다피향, 더우난진, 구컹향, 동쪽으로 메이산향, 서쪽으로 시커우향, 남쪽으로 민슝향과 접한다.

## 역사
다린의 옛 이름은 대보림(大莆林)이다. 이 지명의 유래에는 2가지 설이 있는데 하나는 본지의 개척 초기에 광대한 삼림이 펼쳐져 있었기 때문이라는 것이고 또 하나의 설은 조주부 대포의 숲에서 이민이 이주 했기 때문이라고 한다. 청의 강희 연간에는 대륙으로부터의 입식자에 의한 개간이 착수되고 있었다. 일본 통치 시대인 1920년에 이곳에 다이린 장(大林庄)이 설치되었고 1943년 10월 1일에 다이린 가(大林街)로 승격해, 다이난 주 가기 군의 관할이 되었다. 전후에는 타이난 현 자이 구 다린 진이 되었지만 1950년에 자이 현 다린 진으로 고쳐져 현재에 이르고 있다.

## 교육
- 난화 대학

## 교통
- 타이완 철로관리국 종관선
- 국도 1호선
- 국도 3호선